# Ventersdorp
Ventersdorp este un oraș din Africa de Sud.